# Kàutir
Kàutir, o tal vegada Kàwthar, valí de Mayurqa (969-998), llibert del califa al-Hàkam II.